# Henry Corsin
Pour les articles homonymes, voir Corsin.
Henry Corsin est un homme politique français né le 3 août 1881 à Feurs (Loire) et décédé le 25 mai 1954 à Montbrison (Loire).
Notaire à Montbrison, il s'investit dans les œuvres laïques. En 1925, il est conseiller municipal de Montbrison. Il est député de la Loire de 1932 à 1936, siégeant au groupe radical. Il est membre du comité supérieur des sociétés de secours mutuels. Il retrouve son mandat de conseiller municipal de Montbrison de 1944 à 1953, tout en étant secrétaire de la fédération des Œuvres Laïques et président de la fédération départementale du parti radical-socialiste.

## Sources
- « Henry Corsin », dans le Dictionnaire des parlementaires français (1889-1940), sous la direction de Jean Jolly, PUF, 1960 [détail de l’édition]